# Abner Méndez
Abner Elí Méndez (Puerto Cortés, Cortés, Honduras; 1 de agosto de 1988) es un futbolista de nacionalidad hondureña. Juega de mediocampista y actualmente milita en el Social Sol de la Liga Nacional de Honduras.

## Trayectoria
Abner Méndez jugó para varios clubes de la Primera División de Honduras, antes de unirse a las filas del Club Deportivo Motagua, que llegó en mayo de 2012. Abner Méndez es un mediocampista que juega por la banda derecha, con el Club Deportivo Motagua, no tuvo mucha participación, logrando acumular tan solo ocho partido y sin anotar goles, sufrió una lesión en agosto de 2012, para el torneo del Clausura 2013, se unió al Atlético Choloma. Estuvo jugando con el Club Deportivo Victoria.
Actualmente juega en el mejor equipo de Honduras, el Real Sociedad de Tocoa.

## Selección nacional
El 11 de octubre de 2011, Méndez hizo su debut con la Selección de fútbol de Honduras, entrando de cambio al minuto 88, sustituyendo a Julio César de León, en un partido amistoso disputado ante la Selección de fútbol de Jamaica, el partido terminó con una marcador de 2 goles a 1 a favor de Honduras.

## Clubes
| Club             | País     | Año             |
| ---------------- | -------- | --------------- |
| Platense         | Honduras | 2007 - 2008     |
| Hispano          | Honduras | 2008 - 2011     |
| Olimpia          | Honduras | 2011 - 2012     |
| Vida (préstamo)  | Honduras | 2011 - 2012     |
| Motagua          | Honduras | 2012            |
| Atlético Choloma | Honduras | 2013            |
| Victoria         | Honduras | 2013 - 2014     |
| Lepaera          | Honduras | 2014            |
| Real Sociedad    | Honduras | 2015            |
| Platense         | Honduras | 2016            |
| Social Sol       | Honduras | 2017 - Presente |